# Jean-Baptiste Du Tertre
Pour les articles homonymes, voir Du Tertre.

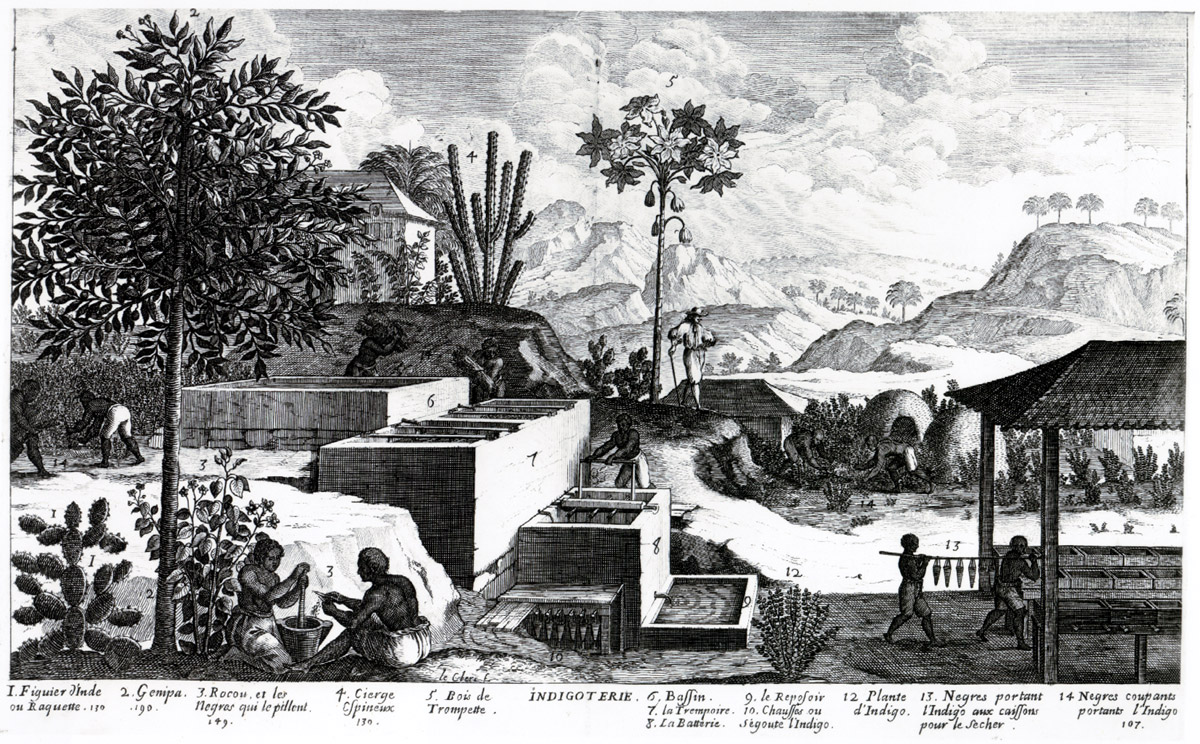
Gravure annexée à lHistoire générale des Antilles habitées par les Français par Jean-Baptiste Du Tertre. Elle représente une indigoterie antillaise du XVIIe siècle

Jean-Baptiste (né Jacques) Du Tertre est un homme d’Église (religieux dominicain) et un botaniste français, né en 1610 à Calais et mort à Paris en 1687.

## Biographie
Après avoir servi dans l’armée néerlandaise, notamment lors d’une expédition au Groenland et au siège de Maastricht en 1633. Il rejoint alors l’ordre des Dominicains et adopte le prénom de Jean-Baptiste.
Il est envoyé comme missionnaire dans les Antilles en 1640 et compléta l'aller-retour de l'Atlantique à trois reprises, passant au total six années en trois séjours. Il servit en Guadeloupe, mais visitera la Martinique, la Grenade, Saint-Christophe, la Dominique, Sainte-Lucie et, en 1648, Saint-Eustache sous «des habits séculiers» comme il l'écrivit lui-même.

### Le lien entre les missions des Antilles et les autorités de France
Ses cinq aller-retours entre 1640 et 1658 le voient à chaque fois choisi pour transmettre les messages entre les missions des Antilles et les autorités de France. Il est ainsi le "missionnaire officiel", choisi au départ pour son expérience de la Marine.
Le futur gouverneur colonial de la Grenade Jean Faudoas de Cérillac, 1660–1664, l'embauche pour son cinquième voyage à titre privé car il prépare l'acquisition à titre privé, de cette île, mais aussi celle qui s'est concrétisé dès le 28 septembre 1656, des Grenadines au gouverneur du Parquet, qui peu après, le 21 décembre 1657, conclut un accord de paix avec les Caraïbes.

### Propriétaire d'esclaves
Pratiqué dans l'Europe non-ibérique mais seulement avec des «slaves» et plus après 1480, l'esclavage est au début du XVIIe siècle interdit et réprimé, et le problème se pose rapidement. Dès 1645 sur la petite île voisine de Saint-Christophe (colonie française), le gouverneur Longvilliers de Poincy n'a pas répondu à la demande des père Capucins, selon lesquels les fils des esclaves chrétiens, baptisés dès leur naissance, ne pouvaient rester maintenus en esclavage, selon Maurile de Saint-Michel, missionnaire carme venu d'Angers qui séjourna à la Martinique, la Guadeloupe, Saint-Christophe et la colonie néerlandaise de Saint-Eustache, de 1646 à 1647, avant d'être rapidement rappelé par ses supérieurs et d'en publier en 1652 un récit,. Les religieux étaient privés aux îles de la dîme, leur principale ressource en Métropole, mais aucun cas de grandes habitations avec esclaves n'a été observé pour les capucins. 
Dominicain, Jean-Baptiste Du Tertre avait reçu aux Antilles des esclaves et il estimait qu'ils doivent rester « des instruments de leurs maîtres».

### Les trois versions de son histoire des Antilles
Du Tertre a rédigé dès 1648 un manuscrit de 780 pages, qu'il va ensuite réécrire et augmenter, via des éditions de 1654 et 1667, à vocation plus "politique" et publication plus large. La version de 1648 décrit déjà la fabrication du sucre. 
Celle de 1654 n'est plus un simple récit de voyage mais se veut une "Histoire" des Antilles sur la période 1627-1645, augmentée notamment d'un chapitre sur les esclaves noirs et d'un plus long développement sur les Amérindiens, alors en plein conflit avec les Français, ainsi qu'une annexe expliquant comme l'Ordre des Chevaliers de Malte s'est emparé de Saint-Christope. Il publie, dit-il, parce qu'il eut vent que son manuscrit allait être publié par un pasteur de Rotterdam, Charles de Rochefort, toutefois sans le nommer. 
L'édition de 1667, à vocation grand public, est écrite dans un style épique voire théâtral, avec de très nombreuses illustrations. sur la faune et la flore, mais aussi des documents officiels tentant de crédibiliser le récit. Les 600 pages du tome consacré à l'histoire des îles, qui est étendue à celles des autres puissances présentes dans la Caraïbe, se veulent un avis sur la politique coloniale de la France, très favorable, en plaidant pour un renforcement du soutien financier de Paris. La partie  sur les esclaves est encore augmentée. Il se montre critique sur De Poincy, décédé depuis sept ans, qu'il soupçonne de complicité avec le protestantisme.
Pendant cette période de renforcement de son récit historique, il est d'abord témoin de ce que l'historien Philippe Boucher appelle « l'ère des propriétaires », notamment quand De Poincy, gouverneur de Saint-Christophe, fait en sorte que ses sujets soient exempts d'impôts à une époque où ce sujet est sensible en Métropole. En 1660, la population de l'île a déjà fortement progressé, selon un recensement dont les chiffres sont en réalité inspirés par le rapport du prêtre Cosimo Brunetti, venu de Florence.
Puis la politique coloniale évolue. En 1661, Colbert envoie Alexandre de Prouville de Tracy pour résister aux Anglais car il craint une guerre civile aux Antilles, à la suite des affrontements de 1659 à la Guadeloupe. Puis en 1669, l'administration des îles passe des Affaires étrangères à la Marine, devenant « une machine coloniale ».
Dans les tomes de l'édition suivante (1667-1671), Du Tertre s'attaque de façon virulente et de façon répétée à certains faits historiques rapportés par Charles de Rochefort en 1658, témoignage d'une poignante inimitié. La dernière édition sera d'ailleurs reprise et annexée par Jean-Baptiste Labat à sa propre chronique antillaise de 1722.

### Le témoignage botanique

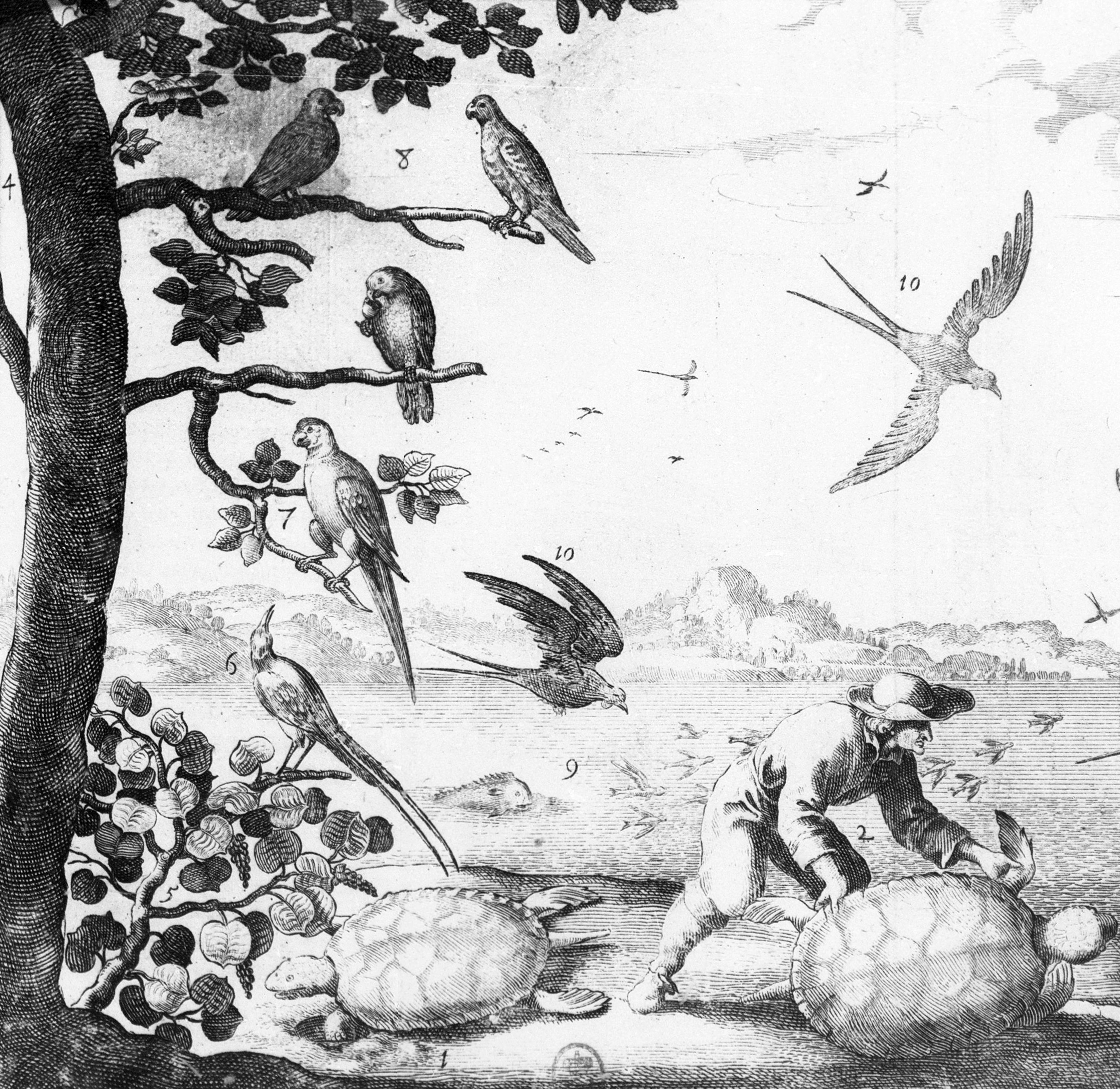
Illustration de l’Histoire générale des Antilles.

Ayant passé plus de temps dans ces colonies françaises que ses contemporains (Maurile de Saint-Michel, Mathias Dupuis, Pierre Pelleprat), il semble sous le charme de ces régions. Il écrit « pour le regard des oyseaux, l'Amérique sans contredit l'emporte par deussus toutes les parties du monde » et sur l'oiseau-mouche :
« Le colibris est le plus petit, et le plus gentil, de tous les oiseaux du monde. Dans toutes les Indes Occidentales, il s'en trouve communément de deux sortes, qui toutes deux disputent de la beauté avec des avantages si égaux, que je ne scay de quel costé pencher pour donner mon suffrage : j'ayme mieux laisser cela indécis.

Le plus petit n'est pas plus gros que le petit bout du doigt ; il a toutes les grandes plumes des aisles et celles de la queue, noires. Tout le reste du corps et le dessus des aisles est d'un vert brun, rehaussé d'un certain vermeil, ou lustre, qui ferait honte à celuy du velours et du satin ; il porte une petite huppe sur la teste, de vert naissant, enrichy d'un surdoré, qui brille et éclate comme s'il avait une petite estoille au milieu du front ; il a le bec tout noir, droit, fort menu, et de longueur d'une petite épingle... »
Par ailleurs, il est le premier à décrire la fièvre jaune lors de plusieurs épidémies ayant éclaté sur les îles de la Guadeloupe et de Saint-Christophe en 1635, 1640, 1648 et 1667.